# Cetomimus picklei
Cetomimus picklei är en fiskart som först beskrevs av John Dow Fisher Gilchrist 1922.  Cetomimus picklei ingår i släktet Cetomimus och familjen Cetomimidae. Inga underarter finns listade i Catalogue of Life.